# Vektorový prostor
Vektorový prostor (též lineární prostor, anglicky vector space) je ústředním objektem studia lineární algebry, v jehož rámci jsou definovány všechny ostatní důležité pojmy této disciplíny. 
Vektorovým prostorem je každá množina objektů (dále „vektorů“), na níž je zavedeno
- jak sčítat dva vektory
- jak násobit vektor skalárem, což u většiny prostorů znamená reálným nebo komplexním číslem

a která splňuje nejzákladnější vlastnosti vektorů (tzv. axiomy), jako je distributivita a existence neutrálního prvku.
Vektorový prostor je abstraktní struktura, tj. jeho prvky mohou být různé typy matematických objektů (pokud je lze sčítat mezi sebou a násobit číslem). Patří mezi ně čísla nebo jejich posloupnosti, funkce, vektory, tenzory, polynomy, matice, funkcionály, nejrůznější zobrazení i cokoli dalšího.
Podobně jako další abstraktní struktury, pojem vektorový prostor vznikl zkoumáním, které vlastnosti běžných 
vektorů v běžném prostoru budou platit i na každé množině, od níž vyžadujeme jen několik nejnutnějších axiomů, které zajistí alespoň částečnou podobnost s běžnými vektory.
- Zůstanou zachovány mnohé výpočty a postupy týkající se bází, tj. malých množin vektorů takových, že každý vektor lze vyjádřit jako součet jejich násobků. Například běžný třírozměrný prostor má mnoho různých bází; každá z nich je množina přesně tří vektorů.
- V zásadě zachována zůstane též metoda nejmenších čtverců, která vypočítá „průmět bodu do roviny“. Jako lze bod promítnout do roviny (tj. „aproximovat“ nejbližším bodem v rovině), lze touto metodou v Hilbertových prostorech složitou funkci aproximovat jednoduššími, např. jako násobek několika sinusovek. Toho lze využít mj. ke kompresi hudby do formátů, které při mnohem menší velikosti souborů mají nižší, ale přesto uspokojivou kvalitu. Tj. ke ztrátové kompresi zvuku i dalších typů signálů.
- Zachována ovšem nezůstane geometrická interpretace; množinu funkcí či funkcionálů si nelze snadno představit jako vektory v prostoru.
- Nadále platí, že každý prostor má bázi definující dimenzi, ovšem ta je v mnoha prostorech nekonečná.

Koncept vektorového prostoru umožňuje pomocí jednotného formalismu pracovat s mnoha pojmy a jevy různých odvětví matematiky i fyziky, včetně funkcionální analýzy, numerické matematiky, klasické i kvantové mechaniky aj. aj. Je-li dokázáno, že něco platí v každém vektorovém prostoru (případně v každém vektorovém prostoru jistého typu, např. Banachovu či unitárním prostoru), není již třeba to znovu dokazovat pro každý takový prostor (prostor funkcí, matic atd.). To zpřehledňuje formulaci i orientaci ve složitých problémech.

## Historie
Vektorový prostor je poměrně mladý matematický pojem, který vznikl abstrakcí dosud známých matematických objektů jako byly matice, soustavy lineárních rovnic nebo vektory ve fyzice. Podobně jako u samotné lineární algebry lze jeho vznik klást do konce devatenáctého a počátku dvacátého století. Slovo vektor pak pochází z latinského vector znamenající nosič. Oproti skaláru se totiž vyznačuje navíc tím, že "nese" i směr.
První náznak pojmu vektorového prostoru lze najít v díle Die lineale Ausdehnungslehre, ein neuer Zweig der Mathematik od Hermanna Grassmanna z roku 1844.
Jeho práce však zůstala téměř nepovšimnuta, protože Grassmann nebyl profesionální matematik a svoji teorii popisoval filozofickým způsobem, který byl pro ostatní matematiky těžko srozumitelný. Přitom to byl on, kdo jako první zavedl pojmy lineární kombinace, lineární nezávislosti, dimenze, lineární obal, báze a další. Navíc též dokázal tvrzení, která nyní známe pod názvy Steinitzova věta o výměně, věta o dimenzi součtu a průniku, nezávislost dimenze na volbě báze, vzorec pro transformaci souřadnic při přechodu mezi dvěma bázemi vektorového prostoru a jiné.
Axiomatickou definici vektorového prostoru pak jako první podává Giuseppe Peano ve svém díle Calcolo geometrico secundo l’Ausdehnungslehre di H. Grassmann, precedutto dalle operazioni della logica deduttiva z roku 1888. Vektorový prostor v dnešní podobě je poprvé definován v dizertační práci Stefana Banacha v roce 1920 a v moderních učebnicích se tento pojem poprvé objevuje v učebnici Modern Algebra od van der Waerdena z roku 1930. Více viz a článek Lineární algebra.

## Motivace
Jako motivaci pro zavedení pojmu vektorového prostoru uvažujme dva případy matematických objektů – fyzikální vektory (coby šipky) a polynomy. Pro každý z těchto případů podáme jeho základní charakteristiku a pokusíme se najít vlastnosti, které mají oba tyto případy společné. To nás už přímo povede k definování matematické struktury, splňující jisté vlastnosti, kterou půjde použít jak k popisu fyzikálních vektorů, tak k popisu polynomů. Touto matematickou strukturou bude právě vektorový prostor.

### Fyzikální vektory

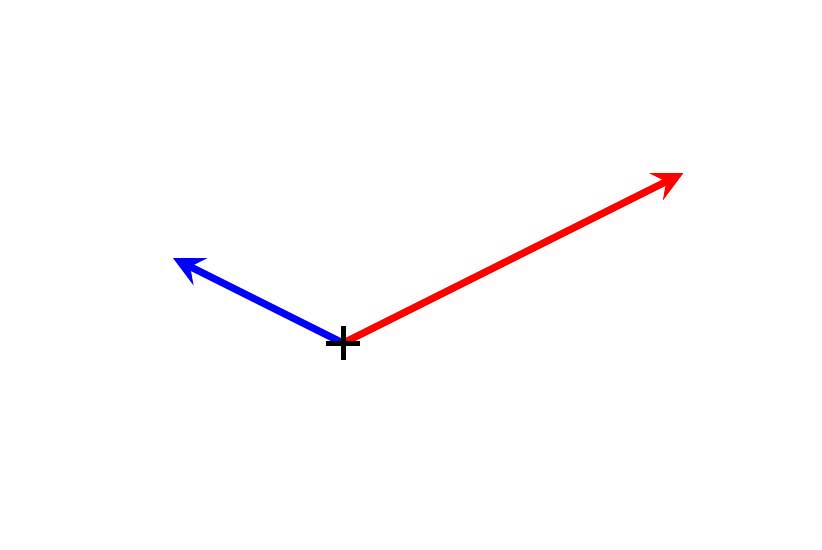
Obr. 1: Dva vektory alias šipky v rovině s vyznačeným působištěm alias pukem.

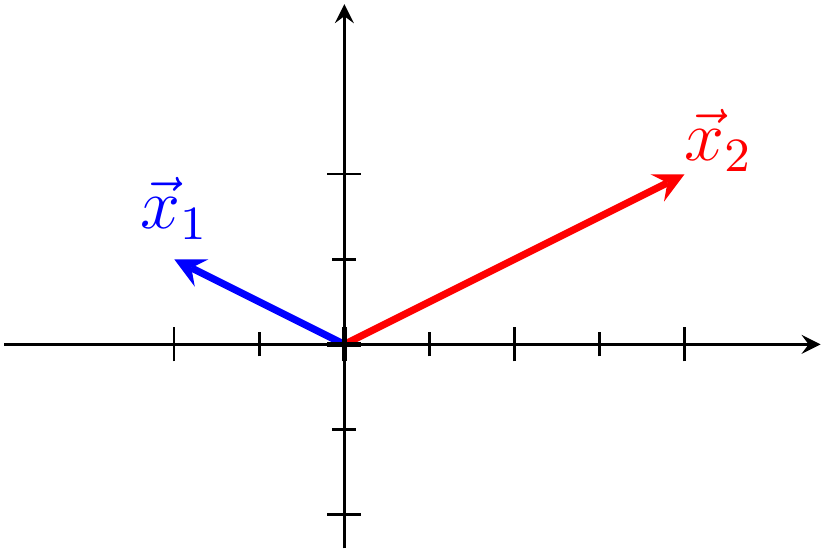
Obr. 2: Tytéž vektory jako v předchozím případě, nyní však již označené a usazené do souřadné soustavy.

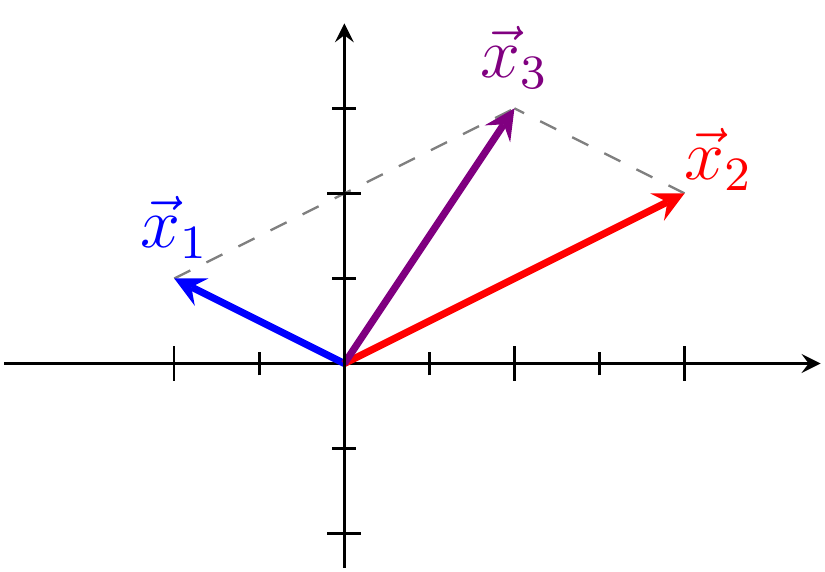
Obr. 3: Dva vektory výše spolu s jejich výslednicí.

Jako první si představme fyzikální vektory, chápané jako šipky v rovině. Pro názornost mějme puk na ledové ploše a snažme se popsat jeho pohyb po ledě v závislosti na úderech hokejky dopadající na jeho strany s různou intenzitou a v různých směrech. Každý úder hokejky lze popsat velikostí síly, se kterou zasáhla puk, a směrem jejího působení. Úder můžeme tedy přirozeně vyjádřit jako šipku v rovině, jejíž délka odpovídá působící síle a její směr směru působící síly. Zajímá nás nyní, kam se puk posune, bude-li na něj v jeden okamžik působit více než jedna hokejka. V takovém případě se puk posune ve směru výslednice působících sil a jeho posunutí bude úměrné velikosti této výslednice. Výslednici sil přitom obdržíme složením všech "šipek", které v daný okamžik na puk působí. Pro konkrétnost uvažujme, že se nacházíme v situaci popsané obrázkem Obr. 1 vpravo, kde máme dvě působící síly. Abychom mohli s těmito šipkami lépe pracovat, zaveďme si na ledové ploše souřadnicovou soustavu a označme si šipky po řadě symboly {\displaystyle {\vec {x}}_{1}} a {\displaystyle {\vec {x}}_{2}}, jak je ukázáno na Obr. 2. Výslednice těchto dvou šipek pak vznikne jejich složením, označme si ji {\displaystyle {\vec {x}}_{3}}, viz Obr. 3. Složením dvou šipek jsme tedy opět obdrželi nějakou šipku, která nyní popisuje výslednici působících sil popsaných šipkami {\displaystyle {\vec {x}}_{1}} a {\displaystyle {\vec {x}}_{2}} – výsledek naprosto zjevný, pro další diskuzi však klíčový. Pokud pohlédneme na souřadnice jednotlivých šipek v námi zavedené souřadnicové soustavě, dostáváme
{\displaystyle \color {blue}{{\vec {x}}_{1}={\begin{pmatrix}-1\\0,5\end{pmatrix}}}\color {black}{,}\quad \color {red}{{\vec {x}}_{2}={\begin{pmatrix}2\\1\end{pmatrix}}}\color {black}{,}}
kde jsou jednotlivé barvy zvoleny tak, aby byl zjevný vztah čísel k obrázkům vpravo. Pod souřadnicemi šipky jsou myšleny souřadnice bodu, ve kterém šipka "končí". Není třeba vypisovat souřadnice bodu, ve kterém šipka "začíná", protože všechny šipky, včetně výslednic a násobků, začínají v tomtéž bodě – puku (který má v naší souřadné soustavě souřadnice {\displaystyle {\binom {0}{0}}}). Pokud se nyní podíváme na souřadnice výslednice sil {\displaystyle {\vec {x}}_{3}}, vidíme, že horní složka má hodnotu 1 (x-ová souřadnice) a spodní (y-ová souřadnice) má hodnotu 1,5 (viz Obr. 3, jeden dílek na ose představuje hodnotu 0,5). Pro souřadnice vektorů tedy platí vztah
{\displaystyle \color {blue}{\begin{pmatrix}-1\\0,5\end{pmatrix}}\color {black}{+}\color {red}{\begin{pmatrix}2\\1\end{pmatrix}}\color {black}{={\begin{pmatrix}1\\1,5\end{pmatrix}}}.}
Pokud výše uvedenou rovnost přepíšeme do kompaktnějšího tvaru, máme {\displaystyle {\vec {x}}_{1}+{\vec {x}}_{2}={\vec {x}}_{3}}. Dá se ukázat, že tento vztah platí obecně pro jakoukoli volbu šipek {\displaystyle {\vec {x}}_{1}} a {\displaystyle {\vec {x}}_{2}} a jejich výslednici {\displaystyle {\vec {x}}_{3}}. Vidíme tedy, že výslednici dvou působících sil {\displaystyle {\vec {x}}_{1}} a {\displaystyle {\vec {x}}_{2}} můžeme vyjádřit jako jejich součet {\displaystyle {\vec {x}}_{1}+{\vec {x}}_{2}}.
Dále je zřejmé, že pokud na puk udeříme dvakrát vyšší silou, tak odpovídající šipka bude dvakrát delší, ale zachová si svůj směr. Obecně tedy, mějme nějakou šipku {\displaystyle {\vec {x}}_{1}} odpovídající jisté síle. Pak {\displaystyle \alpha }-krát vyšší síle bude odpovídat {\displaystyle \alpha }-krát delší šipka, která bude mít stejný směr jako {\displaystyle {\vec {x}}_{1}}.
Můžeme tedy šipky různě násobit číslem a vzájemně sčítat a opět dostaneme nějakou šipku. Zároveň je vidět, že je jedno jestli složím šipku {\displaystyle {\vec {x}}_{1}} se šipkou {\displaystyle {\vec {x}}_{2}}, nebo naopak. Neboli
{\displaystyle {\vec {x}}_{1}+{\vec {x}}_{2}={\vec {x}}_{2}+{\vec {x}}_{1}.}
Této vlastnosti se říká komutativita. Mějme nyní tři šipky {\displaystyle {\vec {x}}_{1},{\vec {x}}_{2},{\vec {x}}_{3}}. Podobně jako v předchozím případě je jedno, jestli nejdříve složím šipku {\displaystyle {\vec {x}}_{1}} se šipkou {\displaystyle {\vec {x}}_{2}} a jejich výslednici složím se šipkou {\displaystyle {\vec {x}}_{3}}, nebo jestli nejdříve složím šipku {\displaystyle {\vec {x}}_{2}} se šipkou {\displaystyle {\vec {x}}_{3}} a jejich výslednici se šipkou {\displaystyle {\vec {x}}_{1}}. Neboli
{\displaystyle ({\vec {x}}_{1}+{\vec {x}}_{2})+{\vec {x}}_{3}={\vec {x}}_{1}+({\vec {x}}_{2}+{\vec {x}}_{3}).}
Této vlastnosti se říká asociativita. Je také vidět, že pokud k jakémukoli vektoru {\displaystyle {\vec {x}}_{1}} přičtu vektor
{\displaystyle {\vec {0}}={\begin{pmatrix}0\\0\end{pmatrix}},}
tak dostanu opět vektor {\displaystyle {\vec {x}}_{1}}. Vektoru {\displaystyle {\vec {0}}} odpovídá "šipka" nulové délky a říká se mu nulový vektor. A konečně také vidíme, že když přesně proti sobě na puk působí dvě síly {\displaystyle {\vec {x}}} a {\displaystyle {\vec {y}}} stejné velikosti, tak se jejich účinek vyruší, tj. puk stojí na místě. Neboli jejich výslednice, tj. součet, je nulový vektor. Tedy {\displaystyle {\vec {x}}+{\vec {y}}={\vec {0}}}, neboli {\displaystyle {\vec {y}}=-{\vec {x}}}. Máme-li nějaký vektor {\displaystyle {\vec {x}}}, tak k němu vždy, jak vidíme, existuje jistý vektor {\displaystyle -{\vec {x}}} takový, že jejich výslednice je nulový vektor. Vektoru {\displaystyle -{\vec {x}}} říkáme vektor opačný k vektoru {\displaystyle {\vec {x}}}.
Shrňme si nyní, na co jsme zatím přišli:
1. Šipky lze sčítat a násobit číslem. Součet dvou šipek je opět šipka. Podobně násobek šipky je opět šipka.
2. Sčítání šipek je komutativní.
3. Sčítání šipek je asociativní.
4. "Šipku nulové délky", nulový vektor, můžu přičíst k libovolné jiné šipce, aniž bych tuto změnil.
5. Ke každé šipce najdu šipku k ní opačnou, opačný vektor.

Podobnou diskuzi vztahu šipek a "fyzikálních" vektorů lze nalézt v oddíle Geometrická interpretace v článku lineární kombinace.

### Polynomy jako vektory
Když jsme nyní vypsali základní vlastnosti množiny šipek spolu s jejich sčítáním a násobením číslem, přesuňme svoji pozornost na polynomy. Neboli na funkce {\displaystyle p} tvaru
{\displaystyle p(x)=a_{n}x^{n}+a_{n-1}x^{n-1}+\ldots +a_{1}x+a_{0}}.
Když sečteme dva polynomy {\displaystyle p} a {\displaystyle q}, tak dostaneme funkci
{\displaystyle p(x)+q(x)=(a_{n}x^{n}+a_{n-1}x^{n-1}+\ldots +a_{1}x+a_{0})+(b_{n}x^{n}+b_{n-1}x^{n-1}+\ldots +b_{1}x+b_{0})=(a_{n}+b_{n})x^{n}+(a_{n-1}+b_{n-1})x^{n-1}+\ldots +(a_{1}+b_{1})x+(a_{0}+b_{0}),}
což je ale opět polynom, jehož koeficienty jsou nyní rovny součtům koeficientů polynomu {\displaystyle p} a polynomu {\displaystyle q}. Tyto koeficienty jsou zjevně stejné bez ohledu na pořadí sčítání {\displaystyle p} a {\displaystyle q}, neboli
{\displaystyle p+q=q+p.}
Platí tedy komutativita. Snadno by se ověřila i asociativita sčítání. Též je vidět, že funkce {\displaystyle \alpha p} vzniklá vynásobením polynomu {\displaystyle p} číslem {\displaystyle \alpha } je opět polynom, který má nyní koeficienty rovné {\displaystyle \alpha a_{i}}, kde {\displaystyle a_{i}} jsou koeficienty polynomu {\displaystyle p}. Dále je patrné, že nulová funkce, která každému bodu přiřazuje nulu, je polynom (jehož všechny koeficienty jsou nulové). Říkáme mu nulový polynom. Když k nulovému polynomu přičteme libovolný polynom, tak součet bude roven přičítanému polynomu. Konečně, mějme nějaký polynom {\displaystyle p}. Když ho vynásobíme číslem -1, tak dostaneme polynom {\displaystyle -p}, kterému říkáme opačný polynom. Platí, že
{\displaystyle (-p)+p=0.}
Součet polynomu a k němu opačného polynomu tedy dává nulový polynom. Opět si shrňme dosavadní zjištění:
1. Součet dvou polynomů je opět polynom. Podobně násobek polynomu číslem je opět polynom.
2. Sčítání polynomů je komutativní.
3. Sčítání polynomů je asociativní.
4. Když k nulovému polynomu přičtu libovolný polynom, tak bude součet roven přičítanému polynomu.
5. Ke každému polynomu najdu polynom k němu opačný.

### Společné vlastnosti
Seznam vlastností šipek i seznam vlastností polynomů výše byly záměrně napsány v co nejshodnější podobě. Jak vidíme, i přes zjevnou rozdílnost mají šipky i polynomy mnoho vlastností totožných. Jde například o komutativitu či asociativitu sčítání nebo o existenci nulového prvku. Podobnosti mezi vlastnostmi různých matematických objektů, jako v případě těch dvou výše zmíněných, vedly matematiky k zavedení matematické struktury, která je určena právě těmito vlastnostmi. Jedná se o množinu, kdy není specifikován konkrétní tvar jejích prvků, ale zajímají nás především jejich vzájemné vztahy. Nezáleží tedy moc na tom, zda uvažujeme šipky či polynomy, ale velkou roli hraje např. to, že oboje lze sčítat a nezáleží na pořadí sčítání.
Mějme nyní tedy množinu, kterou si označme {\displaystyle V} a jejíž prvky budeme značit v analogii se šipkami jako {\displaystyle {\vec {x}},{\vec {y}},{\vec {z}},\ldots }, aniž bychom nějak blíže věděli, co tyto prvky jsou. Nezajímá nás tedy, zda je {\displaystyle {\vec {x}}} šipka či polynom. Po těchto prvcích však požadujeme, aby splňovaly následující vlastnosti:
1. Součet dvou prvků je opět prvek {\displaystyle V}. Podobně násobek prvku číslem leží opět ve {\displaystyle V}. Jinými slovy, množina {\displaystyle V} je uzavřená na operace sčítání a násobení číslem.
2. Sčítání prvků je komutativní.
3. Sčítání prvků je asociativní.
4. Když k nulovému prvku přičtu libovolný prvek, tak bude součet roven přičítanému prvku.
5. Ke každému prvku najdu prvek k němu opačný.

Dosud jsme uvažovali prvky z {\displaystyle V} násobené číslem. Pojem čísla je ale pro matematiku příliš konkrétní a tak lze místo množiny čísel uvažovat obecnější množinu, tzv. těleso. Těleso samotné má pak také dodatečnou strukturu určenou požadavky, které se podobají těm, které klademe na prvky množiny {\displaystyle V}. Označme si těleso písmenem {\displaystyle T}. Konkrétně od něho požadujeme, aby pro libovolné dva prvky {\displaystyle \alpha ,\beta } tělesa {\displaystyle T} platilo:
1. Součet {\displaystyle \alpha +\beta } je také prvek {\displaystyle T}.
2. Násobek {\displaystyle \alpha \cdot \beta } je také prvek {\displaystyle T}.
3. Prvek opačný k {\displaystyle \alpha }, tj. {\displaystyle -\alpha } je také prvek {\displaystyle T}.
4. Pro každý nenulový prvek {\displaystyle \alpha } je {\displaystyle {\frac {1}{\alpha }}} také prvek {\displaystyle T}.

Těleso je tedy množina vybavená operací sčítání a operací násobení. První dva požadavky výše vyjadřují, že je těleso pro tyto dvě operace uzavřené. Můžeme v něm navíc najít jak neutrální prvek vůči operaci sčítání, který označujeme 0, tak i neutrální prvek vůči operaci násobení, který označujeme 1. Výraz {\displaystyle {\frac {1}{\alpha }}} ve čtvrtém bodě výše pak vyjadřuje inverzní prvek pro {\displaystyle \alpha } vůči operaci násobení.
Dospěli jsme tak zatím k matematické struktuře sestávající z množiny {\displaystyle V}, ke které je přidruženo těleso {\displaystyle T}, přičemž součet prvků z {\displaystyle V} a jejich násobek prvkem z {\displaystyle T} leží opět ve {\displaystyle V} a přitom jsou splněny jisté dodatečné podmínky. Když matematicky precizně přeformulujeme právě uvedené požadavky, dodáme pár požadavků dalších a celou věc trochu zobecníme, tak dospíváme k současné definici vektorového prostoru jak je podána v následujícím oddíle.

### Aplikace lineárních prostorů ve fyzice
Již před zavedením pojmu vektorového prostoru se objevil koncept vektoru ve fyzice, kde se s jeho pomocí popisuje působení sil, momentů sil a dalších veličin, pro jejichž určení je důležitá nejen jejich velikost, ale i směr působení. Vektor samotný pak obvykle vyjadřujeme jako šipku, jejíž směr udává směr působení a její délka velikost působící veličiny. Více se o tomto tématu zmiňuje článek Vektor.
Jistým zobecněním vektoru je pojem tenzoru. Ten lze vyjádřit pomocí dvourozměrného lineárního objektu – matice. Příkladem může být např. tenzor momentu setrvačnosti, tenzor elektromagnetického pole atd. S tenzory se lze setkat kromě mechaniky např. i v obecné teorii relativity.
S dalším příkladem využití vektorového prostoru se můžeme hojně setkat v kvantové mechanice, kde se s jeho pomocí popisuje stav částice či jiného fyzikálního systému. V této souvislosti velkého významu nabývají tzv. Lp prostory integrabilních funkcí. Fyzikální stav systému lze popsat jako komplexní funkci, kterou lze opět chápat jako vektor. Fyzikální veličiny jsou pak v souladu s axiomy kvantové mechaniky vyjádřeny jako lineární operátory působící na těchto vektorech.
Značná obliba lineárních objektů ve fyzice vyvěrá z faktu, že k popisu přírodních procesů se dosti často používají rovnice, které jsou obtížně řešitelné. Pokud se namísto s přesným analytickým řešením spokojíme s alespoň přibližným řešením (často nám kvůli obtížnosti úlohy ani nic jiného nezbývá), tak nejjednodušším možným způsobem je předpokládat, že řešením je lineární objekt. Ten dosadíme do rovnice popisující přírodní proces a snažíme se najít takový tvar lineárního objektu, aby byla vzniklá odchylka od přesného řešení minimální. Tato metoda nalezení přibližného řešení funguje překvapivě často. Lineární objekty mají tu výhodu, že se s nimi snadno pracuje a je pro ně vybudována rozsáhlá matematická teorie. V kvantové mechanice se dokonce lineární struktura fyzikálního světa rovnou předpokládá a je ukotvena v axiomech kvantové mechaniky.

### Aplikace v matematice
Kromě fyziky zaujímá pojem vektorového prostoru či obecněji lineární algebry jako celku nezastupitelné místo třeba v oblasti numerické matematiky či informatiky. Lineární algebra poskytuje rámec, ve kterém je možno různé výpočetní problémy formulovat elegantním a přehledným způsobem. Zejména teorie matic nalézá v numerické matematice široké uplatnění. Koncept vektorového prostoru je možno nalézt i v teoretičtějších partiích matematiky. Příkladem za všechny může být tečný prostor zavedený na fibrovaném prostoru, což je struktura studovaná odvětvím diferenciální geometrie.

## Definice

### Těleso skalárů
Lineární prostory mohou existovat nad různými tělesy; prvky těchto těles se nazývají skaláry. Těleso je množina vybavená operacemi, které připomínají sčítání a násobení, tj. splňují jisté axiomy jako asociativita a distributivita; mají nulu jako neutrální prvek pro sčítání, jedničku jako neutrál pro násobení a lze v nich dělit. (Dělení je nezbytné např. proto, aby v prostoru matic bylo možno provádět Gaussovu eliminaci.)
Nejběžnější jsou vektorové prostory nad tělesem reálných čísel, např. prostor vektorů v rovině (vektory lze násobit reálným číslem), prostor matic (matice lze násobit číslem), prostor polynomů apod.
Velmi běžné jsou také vektorové prostory nad tělesem komplexních čísel, například prostor všech komplexních funkcí nebo nějaké jeho podmnožiny (prostor spojitých či integrovatelných funkcí).
Někdy se používají vektorové prostory nad konečným tělesem, tj. tělesem obsahujícím jen konečně mnoho prvků, ale přesto splňujícím všechny axiomy tělesa. Příkladem je modulární aritmetika nad vhodným prvočíslem {\displaystyle n}, která vznikne z celých čísel „ztotožněním“ (přesněji: faktorizací) čísel, která se liší o násobek {\displaystyle n}. Například aritmetiku modulu 10 lze neformálně popsat jako desetiprvkovou množinu, kde prvek 7 představuje čísla {\displaystyle 7,17,27,37\ldots } a také záporná čísla {\displaystyle -3,-13} apod. Na této množině lze rozumně definovat sčítání a násobení, které splňuje axiomy okruhu. Pokud je {\displaystyle n} prvočíslem, pak i axiomy tělesa (protože lze zavést dělení), a tehdy nad touto strukturou lze definovat vektorový prostor. 
- Kupř. vektorové prostory polynomů nad konečným tělesem (nejčastěji dvouprvkovým) jsou užitečné v informatice jako mocný nástroj pro kontrolní součet, tj. pro detekci porušení dat.
- V teorii kódování (lineární kódy) se nejčastěji využívá tělesa Z2.

### Struktura vektorového prostoru
Nechť jsou dány
1. neprázdná množina {\displaystyle V}, jejíž prvky nazýváme vektory,
2. těleso {\displaystyle T} (s operacemi sčítání "{\displaystyle +}" a násobení " {\displaystyle \cdot } "),
3. zobrazení {\displaystyle \oplus :\ V\times V\to V}, jež nazýváme sčítání vektorů,
4. zobrazení {\displaystyle \odot :\ T\times V\to V}, jež nazýváme násobení vektoru (prvkem z tělesa; skalárem).

Řekneme, že {\displaystyle V} je vektorový prostor nad tělesem {\displaystyle T} s vektorovými operacemi {\displaystyle \oplus ,\odot }, právě když je množina {\displaystyle V} uzavřená na operace {\displaystyle \oplus } a {\displaystyle \odot } a současně platí následující axiomy.

### Axiomy vektorového prostoru
| Č. | Slovně                                                           | Symbolicky |
| -- | ---------------------------------------------------------------- | --- |
| 1  | komutativita pro sčítání vektorů                                 | {\displaystyle (\forall {\vec {x}}\in V)(\forall {\vec {y}}\in V)({\vec {x}}\oplus {\vec {y}}={\vec {y}}\oplus {\vec {x}})}                                                                    |
| 2  | asociativita pro sčítání vektorů                                 | {\displaystyle (\forall {\vec {x}}\in V)(\forall {\vec {y}}\in V)(\forall {\vec {z}}\in V)(({\vec {x}}\oplus {\vec {y}})\oplus {\vec {z}}={\vec {x}}\oplus ({\vec {y}}\oplus {\vec {z}}))}     |
| 3  | existence nulového vektoru                                       | {\displaystyle (\exists {\vec {0}}\in V)(\forall {\vec {x}}\in V)({\vec {x}}\oplus {\vec {0}}={\vec {x}})}                                                                                     |
| 4  | existence opačného vektoru                                       | {\displaystyle (\forall {\vec {x}}\in V)(\exists {\vec {y}}\in V)({\vec {x}}\oplus {\vec {y}}={\vec {0}})}                                                                                     |
| 5  | asociativita pro násobení vektoru                                | {\displaystyle (\forall \alpha \in T)(\forall \beta \in T)(\forall {\vec {x}}\in V)(\alpha \odot (\beta \odot {\vec {x}})=(\alpha \cdot \beta )\odot {\vec {x}})}                              |
| 6  | invariance vektoru při vynásobení jednotkovým prvkem tělesa      | {\displaystyle (\forall {\vec {x}}\in V)(1\odot {\vec {x}}={\vec {x}})} |
| 7  | distributivita násobení vektoru vzhledem ke sčítání prvků tělesa | {\displaystyle (\forall \alpha \in T)(\forall \beta \in T)(\forall {\vec {x}}\in V)((\alpha +\beta )\odot {\vec {x}}=(\alpha \odot {\vec {x}})\oplus (\beta \odot {\vec {x}}))}                |
| 8  | distributivita násobení vektoru vzhledem ke sčítání vektorů      | {\displaystyle (\forall \alpha \in T)(\forall {\vec {x}}\in V)(\forall {\vec {y}}\in V)(\alpha \odot ({\vec {x}}\oplus {\vec {y}})=(\alpha \odot {\vec {x}})\oplus (\alpha \odot {\vec {y}}))} |

Axiomy 1 až 4 vyjadřují, že množina {\displaystyle V} tvoří vzhledem ke sčítání vektorů komutativní grupu, kde nulový vektor představuje neutrální prvek grupy a opačný vektor představuje inverzní prvek k danému prvku grupy alias vektoru. Z definice operací {\displaystyle \oplus } a {\displaystyle \odot } implicitně vyplývá, že uvažujeme pouze ty operace sčítání vektorů a násobení vektoru prvkem z tělesa, pro něž je množina {\displaystyle V} uzavřená. Běžně se místo znaku {\displaystyle \oplus } pro sčítání používá znaménko + a místo znaku {\displaystyle \odot } pro násobení se užívá znaménka {\displaystyle \cdot }. Zde byly tyto symboly použity, aby se odlišilo sčítání dvou vektorů a sčítání dvou prvků tělesa, resp. násobení vektoru prvkem tělesa a násobení dvou prvků tělesa. Z kontextu je ale vždy patrné, kterou operaci je nutno použít.
Zdaleka nejčastěji se uvažují číselná tělesa reálných či komplexních čísel. Vektorový prostor nad tělesem reálných čísel {\displaystyle \mathbb {R} } se nazývá reálný vektorový prostor, vektorový prostor nad tělesem komplexních čísel {\displaystyle \mathbb {C} } se pak jmenuje komplexní vektorový prostor. Vektorový prostor obsahující pouze nulový vektor se označuje jako nulový (nebo triviální) vektorový prostor. Triviální prostor je nejjednodušším příkladem vektorového prostoru. Dokonce z definice tělesa vyplývá, že i těleso samotné je spolu s operací sčítání a násobení prvkem z tělesa vektorovým prostorem samo nad sebou.
Pro značení vektorů se používají různé notace, nejčastěji se lze setkat buď s polotučným sázením symbolů pro vektory jako x, y, z, anebo se symboly vysázenými italikou majícími nad sebou šipku jako {\displaystyle {\vec {x}},{\vec {y}},{\vec {z}}}. Zde se budeme držet druhé jmenované konvence. Přísně vzato je z definice vektorový prostor uspořádaná čtveřice {\displaystyle (V,T,\oplus ,\odot )}, obvykle se ale takový vektorový prostor značí prostě jako {\displaystyle V} a buď se předpokládá, že čtenář ví, které těleso a operace jsou použity, nebo jsou tyto specifikovány vždy při definici množiny {\displaystyle V}. V případě běžně používaných vektorových prostorů jako např. {\displaystyle \mathbb {R} ^{n}} jsou příslušné operace a dané těleso definovány v podstatě kanonicky a nemůže dojít k nejasnostem.
Stejně jako u každé jiné množiny, můžeme i v případě vektorového prostoru uvažovat jeho podmnožiny. Máme na mysli konkrétně podmnožiny množiny {\displaystyle V}, kde {\displaystyle (V,T,\oplus ,\odot )} je daný vektorový prostor. Výsadní postavení mezi všemi podmnožinami mají pak ty z nich, které jsou sami o sobě vektorovými prostory. Tyto podmnožiny nazýváme podprostory daného vektorového prostoru. Více viz článek Vektorový podprostor.

### Vektorové operace s množinami
Kromě aritmetických operací definovaných nad samotnými vektory a prvky tělesa lze uvažovat obdobné operace nad celými množinami. Zavedení těchto operací umožňuje mimo jiné kompaktnější zápis některých vztahů mezi množinami vektorů a dává tak vyniknout jejich vzájemným souvislostem.
Mějme vektorový prostor {\displaystyle V} a jeho dvě neprázdné podmnožiny {\displaystyle A} a {\displaystyle B}. Jejich součet lze definovat následovně:
{\displaystyle A+B\equiv \{{\vec {x}}\in V|(\exists {\vec {a}}\in A)(\exists {\vec {b}}\in B)({\vec {x}}={\vec {a}}+{\vec {b}})\}=\{{\vec {a}}+{\vec {b}}|{\vec {a}}\in A,{\vec {b}}\in B\}.}
Součet dvou podmnožin vektorového prostoru nazýváme direktní součet, právě když lze každý vektor {\displaystyle {\vec {x}}} z množiny {\displaystyle A+B} vyjádřit ve tvaru {\displaystyle {\vec {x}}={\vec {a}}+{\vec {b}}} právě jedním způsobem, kde {\displaystyle {\vec {a}}\in A} a {\displaystyle {\vec {b}}\in B}. Direktní součet množin {\displaystyle A} a {\displaystyle B} značíme {\displaystyle A\oplus B}. Neboli
{\displaystyle A\oplus B\equiv \{{\vec {x}}\in V|(\exists !{\vec {a}}\in A)(\exists !{\vec {b}}\in B)({\vec {x}}={\vec {a}}+{\vec {b}})\}.}
Pokud jsou za ony dvě podmnožiny zvoleny dva vektorové podprostory {\displaystyle A} a {\displaystyle B}, tak platí, že {\displaystyle A+B} je direktním součtem, tj. {\displaystyle A\oplus B}, právě když v průniku podprostorů {\displaystyle A} a {\displaystyle B} leží právě jen nulový vektor. To jest
{\displaystyle A+B=A\oplus B\quad \Leftrightarrow \quad A\cap B=\{{\vec {0}}\}.}
Pro důkaz viz oddíl Rovnosti a inkluze v článku Vektorový podprostor. Obsahuje-li jedna z podmnožin pouze jediný vektor {\displaystyle {\vec {a}}\in V}, tak se pro zjednodušení zápisu běžně používá následující konvence: {\displaystyle {\vec {a}}+A\equiv \{{\vec {a}}\}+A}.
Je-li navíc {\displaystyle S} neprázdná podmnožina tělesa {\displaystyle T}, tak za násobek množin {\displaystyle S} a {\displaystyle A} se označuje množina
{\displaystyle S\cdot A\equiv \{{\vec {x}}\in V|(\exists \alpha \in S)(\exists {\vec {a}}\in A)({\vec {x}}=\alpha {\vec {a}})\}=\{\alpha {\vec {a}}|\alpha \in S,{\vec {a}}\in A\},}
přičemž se používá konvence, že obsahuje-li podmnožina {\displaystyle S} pouze jediný skalár {\displaystyle \alpha \in T}, tak píšeme {\displaystyle \{\alpha \}\cdot A\equiv \alpha A}. Podobně pak {\displaystyle -A\equiv \{-1\}\cdot A} pro "mínus násobek" množiny, což umožňuje definovat "rozdíl" dvou množin vztahem {\displaystyle A-B\equiv A+(-B)}.

## Základní pojmy
Základní pojmy nám pomohou lépe pochopit strukturu vektorového prostoru {\displaystyle V} nad číselným tělesem {\displaystyle T}.

### Lineární kombinace
Základní věc, kterou můžeme s vektory udělat, je sečíst je nebo vynásobit prvkem tělesa. Řekneme, že vektor {\displaystyle {\vec {y}}} je lineární kombinací vektorů {\displaystyle {\vec {x}}_{1},{\vec {x}}_{2},\ldots ,{\vec {x}}_{m}}, platí-li:
{\displaystyle {\vec {y}}=\alpha _{1}{\vec {x}}_{1}+\alpha _{2}{\vec {x}}_{2}+\ldots +\alpha _{m}{\vec {x}}_{m}=\sum _{i=1}^{m}\alpha _{i}{\vec {x}}_{i}},
kde {\displaystyle \alpha _{1},\alpha _{2},\ldots ,\alpha _{m}} jsou prvky tělesa {\displaystyle T}.

### Lineární nezávislost
Řekneme, že vektory {\displaystyle {\vec {x}}_{1},{\vec {x}}_{2},\ldots ,{\vec {x}}_{m}} jsou lineárně nezávislé, pokud jejich libovolná netriviální lineární kombinace je nenulový vektor, tj.:
{\displaystyle \alpha _{1}{\vec {x}}_{1}+\alpha _{2}{\vec {x}}_{2}+\ldots +\alpha _{m}{\vec {x}}_{m}\neq {\vec {0}}},
kde alespoň jeden prvek {\displaystyle \alpha _{1},\alpha _{2},\ldots ,\alpha _{m}} tělesa {\displaystyle T} je různý od nulového prvku.

### Generátory
Řekneme, že vektory {\displaystyle {\vec {x}}_{1},{\vec {x}}_{2},\ldots ,{\vec {x}}_{m}} generují vektorový prostor, pokud každý vektor {\displaystyle {\vec {y}}} vektorového prostoru můžeme vyjádřit jako nějakou jejich lineární kombinaci, tj.:
{\displaystyle {\vec {y}}=\alpha _{1}{\vec {x}}_{1}+\alpha _{2}{\vec {x}}_{2}+\ldots +\alpha _{m}{\vec {x}}_{m}},
kde {\displaystyle \alpha _{1},\alpha _{2},\ldots ,\alpha _{m}} jsou nějaké prvky tělesa {\displaystyle T}.

### Báze
Mějme vektorový prostor tvořený {\displaystyle n}-složkovými vektory, generovaný vektory {\displaystyle {\vec {x}}_{1},{\vec {x}}_{2},\ldots ,{\vec {x}}_{m}}, které jsou lineárně nezávislé, pak musí platit {\displaystyle n=m} a takovou množinu generátorů vektorového prostoru nazveme bází vektorového prostoru.

### Dimenze
Všechny báze vektorového prostoru mají stejnou mohutnost, pak můžeme definovat dimenzi vektorového prostoru jako mohutnost libovolné báze vektorového prostoru.

### Souřadnice
Mějme vektor {\displaystyle {\vec {y}}} vektorového prostoru dimenze {\displaystyle n} generovaného bází {\displaystyle B} tvořenou vektory {\displaystyle {\vec {x}}_{1},{\vec {x}}_{2},\ldots ,{\vec {x}}_{n}}, tj.:
{\displaystyle {\vec {y}}=\alpha _{1}{\vec {x}}_{1}+\alpha _{2}{\vec {x}}_{2}+\ldots +\alpha _{n}{\vec {x}}_{n}},
pak koeficienty {\displaystyle \alpha _{1},\alpha _{2},\ldots ,\alpha _{n}} nazveme souřadnicemi vektoru {\displaystyle {\vec {y}}} vzhledem k bázi {\displaystyle B}.
pozn.: Složky vektoru jsou obecně rozdílné od souřadnic vektoru vzhledem k dané bázi, a to s výjimkou tzv. kanonické báze aritmetického vektorového prostoru (tvořené sloupci jednotkové matice), pak jsou složky vektoru shodné se souřadnicemi vektoru.

### Skalární součin
Definujeme operaci skalárního součinu dvou vektorů vektorového prostoru ( {\displaystyle \cdot :V\times V\to T} ) jakožto symetrickou pozitivně definitní bilineární formu na vektorovém prostoru.
V aritmetickém vektorovém {\displaystyle n}-rozměrném prostoru je každé dvojici vektorů přiřazen skalár zvaný „skalární součin“ definovaný jako {\displaystyle {\vec {x}}\cdot {\vec {y}}=\sum _{i=1}^{n}x_{i}.y_{i}}. U prostorů nad komplexními čísly je nutno psát {\displaystyle \sum _{i=1}^{n}x_{i}.{\overline {y_{i}}}} (viz komplexně sdružené číslo) jinak by např. norma vektoru, definovaná jako {\displaystyle |{\vec {x}}|={\sqrt {{\vec {x}}\cdot {\vec {x}}}}}, mohla být záporná či imaginární.
Z Cauchyho Schwarzovy a trojúhelníkové nerovnosti pro libovolné dva vektory {\displaystyle {\vec {x}}} a {\displaystyle {\vec {y}}} plyne nerovnost {\displaystyle -1\leq {\frac {{\vec {x}}\cdot {\vec {y}}}{|{\vec {x}}||{\vec {y}}|}}\leq 1}, tj.:
{\displaystyle {\vec {x}}\cdot {\vec {y}}=|{\vec {x}}|\,|{\vec {y}}|\ \cos \varphi }, kde {\displaystyle \varphi \in \left\langle 0,\pi \right\rangle } je vektory sevřený úhel.
pozn.: Jsou-li oba vektory normální, pak arkus kosinus {\displaystyle \arccos {\vec {x}}\cdot {\vec {y}}} je roven úhlu, který svírají. V případě komplexních čísel je to {\displaystyle \arccos |{\vec {x}}\cdot {\vec {y}}|}.

### Vektorový součin
V třídimenzionálním aritmetickém vektorovém prostoru definujeme binární operaci vektorového součinu ( {\displaystyle \times :V\times V\to V} ) pro libovolné vektory {\displaystyle {\vec {x}}} a {\displaystyle {\vec {y}}} následovně:
{\displaystyle {\vec {x}}\times {\vec {y}}={\vec {n}}\ \ |{\vec {x}}|\ |{\vec {y}}|\ \sin \varphi }, kde {\displaystyle \varphi \in \left\langle 0,\pi \right\rangle } je vektory sevřený úhel a {\displaystyle {\vec {n}}} je normální vektor kolmý na oba násobené vektory.
pozn.: Velikost vektorového součinu je rovna velikosti plochy rovnoběžníku násobenými vektory sevřeného.

### Podprostor
Mějme podmnožinu {\displaystyle \rho } vektorového prostoru {\displaystyle V} nad tělesem {\displaystyle T} ({\displaystyle \rho \subseteq V}), pokud součet libovolných vektorů podmnožiny padne opět do této podmnožiny a násobek libovolného vektoru podmnožiny s libovolným prvkem tělesa {\displaystyle T} padne také opět do této podmnožiny, pak podmnožina {\displaystyle \rho } tvoří podprostor (např. dimenze {\displaystyle m}) prostoru {\displaystyle V} (např. dimenze {\displaystyle n} při {\displaystyle m\leq n}) a je sama o sobě také vektorovým prostorem. Vektorový prostor je sám sobě svým vektorovým podprostorem.

### Lineární obal
Lineární obal lineárně nezávislých {\displaystyle n}-složkových vektorů {\displaystyle {\vec {x}}_{1},{\vec {x}}_{2},\ldots ,{\vec {x}}_{m}} definujeme jako množinu všech jejich lineárních kombinací, která je sama o sobě také vektorovým prostorem dimenze {\displaystyle m}, tj. pro {\displaystyle m\leq n} podprostorem nějakého nadřazeného vektorového prostoru dimenze {\displaystyle n}.

### Direktní součet
Mějme podprostory {\displaystyle \rho } a {\displaystyle \sigma } vektorového prostoru {\displaystyle V}, pak řekneme, že vektorový prostor {\displaystyle V} je jejich direktním součtem ({\displaystyle V=\rho \oplus \sigma }), jestliže lineární obal jejich sjednocení je totožný s prostorem {\displaystyle V} a jejich průnik obsahuje pouze nulový vektor. Pak pro každý vektor {\displaystyle {\vec {z}}\in V} existuje právě jeden vektor {\displaystyle {\vec {x}}\in \rho } a právě jeden vektor {\displaystyle {\vec {y}}\in \sigma } tak, že platí {\displaystyle {\vec {z}}={\vec {x}}+{\vec {y}}}.

### Ortogonální projekce
Mějme podprostor {\displaystyle \rho } vektorového prostoru {\displaystyle V} a množinu {\displaystyle \sigma } všech vektorů z {\displaystyle V} kolmých na každý vektor z {\displaystyle \rho }, pak množina {\displaystyle \sigma } tvoří podprostor vektorového prostoru {\displaystyle V}, který je direktním součtem obou podprostorů ({\displaystyle V=\rho \oplus \sigma }). Pak pro vektor {\displaystyle {\vec {z}}\in V} existuje právě jeden vektor {\displaystyle {\vec {x}}\in \rho } a právě jeden vektor {\displaystyle {\vec {y}}\in \sigma } tak, že platí {\displaystyle {\vec {z}}={\vec {x}}+{\vec {y}}}, kde vektor {\displaystyle {\vec {x}}} označíme jako ortogonální projekci vektoru {\displaystyle {\vec {z}}} do podprostoru {\displaystyle \rho } a vektor {\displaystyle {\vec {y}}} označíme jako kolmici spuštěnou z vektoru {\displaystyle {\vec {z}}} do podprostoru {\displaystyle \rho }.

## Vlastnosti
V následujícím uvažujeme vektorový prostor {\displaystyle V} nad tělesem {\displaystyle T}. Z definice vektorového prostoru lze dokázat například tyto vlastnosti:

### Jednoznačnost
- Nulový vektor {\displaystyle {\vec {0}}\in V} je právě jeden, tj.

{\displaystyle (\exists !{\vec {0}}\in V)(\forall {\vec {x}}\in V)({\vec {x}}+{\vec {0}}={\vec {x}})}
Důkaz: Z axiómů máme zajištěnu existenci přinejmenším jednoho nulového vektoru. Předpokládejme, že jich je víc a uvažujme dva nějaké nulové vektory {\displaystyle {\vec {0}}_{1},{\vec {0}}_{2}}, kdy {\displaystyle {\vec {0}}_{1}\neq {\vec {0}}_{2}}. Pak platí {\displaystyle {\vec {0}}_{1}={\vec {0}}_{1}+{\vec {0}}_{2}={\vec {0}}_{2}+{\vec {0}}_{1}={\vec {0}}_{2}}, kde jsme po řadě využili axiomů 3, 1 a opět 3. Vidíme tedy, že {\displaystyle {\vec {0}}_{1}={\vec {0}}_{2}}, což je spor.
- Ke každému vektoru {\displaystyle {\vec {x}}\in V} existuje právě jeden vektor opačný. Tento se obvykle značí {\displaystyle -{\vec {x}}}. V matematickém zápise

{\displaystyle (\forall {\vec {x}}\in V)(\exists !(-{\vec {x}})\in V)({\vec {x}}+(-{\vec {x}})={\vec {0}})}
Důkaz: Opět máme z axiomů zajištěnu existenci alespoň jednoho opačného vektoru k danému vektoru {\displaystyle {\vec {x}}}. Předpokládejme existenci alespoň dvou opačných navzájem různých vektorů {\displaystyle {\vec {y}}_{1},{\vec {y}}_{2}}. Pak platí {\displaystyle {\vec {y}}_{1}={\vec {y}}_{1}+{\vec {0}}={\vec {y}}_{1}+({\vec {x}}+{\vec {y}}_{2})=({\vec {y}}_{1}+{\vec {x}})+{\vec {y}}_{2}={\vec {0}}+{\vec {y}}_{2}={\vec {y}}_{2}}, kde jsme použili 3., 4., 2. ,1. a opět 4., 1. a 3. axiomu. Máme tedy {\displaystyle {\vec {y}}_{1}={\vec {y}}_{2}}, což je spor.
- Pro každé dva vektory {\displaystyle {\vec {a}},{\vec {b}}\in V} má rovnice {\displaystyle {\vec {a}}={\vec {b}}+{\vec {x}}} právě jedno řešení {\displaystyle {\vec {x}}=-{\vec {b}}+{\vec {a}}}, tj.

{\displaystyle (\forall {\vec {a}}\in V)(\forall {\vec {b}}\in V)(\forall {\vec {x}}\in V)({\vec {a}}={\vec {b}}+{\vec {x}}\quad \Rightarrow \quad {\vec {x}}=-{\vec {b}}+{\vec {a}})}
Důkaz: Daný předpis pro {\displaystyle {\vec {x}}} vypsaný výše zřejmě řeší danou rovnici, stačí dosadit a použít po řadě 2., 4., 1. a 3. axiom. Dokažme jednoznačnost řešení. Pro spor předpokládejme, že existují dvě řešení {\displaystyle {\vec {x}}_{1},{\vec {x}}_{2}}, {\displaystyle {\vec {x}}_{1}\neq {\vec {x}}_{2}}, {\displaystyle {\vec {a}}={\vec {b}}+{\vec {x}}_{1}={\vec {b}}+{\vec {x}}_{2}}. K poslední rovnosti můžeme zleva přičíst opačný vektor k {\displaystyle {\vec {b}}}, tj. dostaneme {\displaystyle (-{\vec {b}})+({\vec {b}}+{\vec {x}}_{1})=(-{\vec {b}})+({\vec {b}}+{\vec {x}}_{2})}, což je však podle 2., 1. a 4. axiomu ekvivalentní výrazu {\displaystyle {\vec {x}}_{1}={\vec {x}}_{2}}. Dospěli jsme tedy ke sporu.

### Nulový a opačný vektor
- Libovolný násobek nulového vektoru je nulový vektor. Podobně, nulový násobek libovolného vektoru je nulový vektor. Neboli (0 je neutrální prvek pro sčítání v {\displaystyle T})

{\displaystyle (\forall \alpha \in T)(\alpha \cdot {\vec {0}}={\vec {0}})}
{\displaystyle (\forall {\vec {x}}\in V)(0\cdot {\vec {x}}={\vec {0}})}
Důkaz: Uvažujme nejprve {\displaystyle \alpha \neq 0} a dokazujme první vlastnost. Mějme libovolný vektor {\displaystyle {\vec {x}}} a výraz {\displaystyle {\vec {x}}+\alpha {\vec {0}}=\alpha (1/\alpha ){\vec {x}}+{\vec {0}})=\alpha ((1/\alpha ){\vec {x}})=1{\vec {x}}={\vec {x}}}. Vektor {\displaystyle \alpha {\vec {0}}} se tedy сhová jako nulový vektor a z jednoznačnosti nulového vektoru musí platit {\displaystyle \alpha {\vec {0}}={\vec {0}}}. Případ pro {\displaystyle \alpha =0} je podpřípadem druhé vlastnosti, kterou nyní dokážeme. Mějme rovnici {\displaystyle \alpha {\vec {x}}+{\vec {y}}=\alpha {\vec {x}}}, kde je naší neznámou vektor {\displaystyle {\vec {y}}}. Vidíme, že rovnici vyhovuje volba {\displaystyle {\vec {y}}={\vec {0}}}. Když ale dosadíme {\displaystyle {\vec {y}}=0{\vec {x}}}, tak máme {\displaystyle \alpha {\vec {x}}+0{\vec {x}}=\alpha {\vec {x}}}, tj. {\displaystyle (\alpha +0){\vec {x}}=\alpha {\vec {x}}}. Přitom levá strana je rovna straně pravé. Rovnost je tedy splněna i pro {\displaystyle {\vec {y}}=0{\vec {x}}} a z jednoznačnosti řešení dokázané výše musí nutně {\displaystyle {\vec {0}}=0{\vec {x}}}.
- Nulový součin skaláru a vektoru:

{\displaystyle (\forall \alpha \in T)(\forall {\vec {x}}\in V)(\alpha \cdot {\vec {x}}={\vec {0}}\quad \Leftrightarrow \quad \alpha =0\lor {\vec {x}}=0)}
Důkaz: Implikace zprava doleva plyne z předchozího tvrzení. Implikaci zleva doprava dokažme sporem. Předpokládejme tedy, že {\displaystyle \alpha {\vec {x}}={\vec {0}}} a přitom {\displaystyle \alpha \neq 0} a současně {\displaystyle {\vec {x}}\neq {\vec {0}}}. Obě strany rovnice můžu tedy vynásobit prvkem {\displaystyle (1/\alpha )} dostávajíc {\displaystyle {\vec {x}}=(1/\alpha ){\vec {0}}}. Pravá strana rovnosti je ale podle předchozího tvrzení rovna nule a tedy {\displaystyle {\vec {x}}={\vec {0}}}, což je spor.
- Součin opačných prvků:

{\displaystyle (\forall \alpha \in T)(\forall {\vec {x}}\in V)((-\alpha )\cdot {\vec {x}}=-(\alpha \cdot {\vec {x}})=\alpha \cdot (-{\vec {x}}))}
Důkaz: Uvažujme rovnici {\displaystyle \alpha {\vec {x}}+{\vec {y}}={\vec {0}}}, jejíž řešení je zjevně {\displaystyle {\vec {y}}=-(\alpha {\vec {x}})}. Současně ale {\displaystyle \alpha {\vec {x}}+(-\alpha ){\vec {x}}=(\alpha +(-\alpha )){\vec {x}}=0{\vec {x}}={\vec {0}}} a {\displaystyle (-\alpha ){\vec {x}}} je tedy též řešením. Navíc {\displaystyle \alpha {\vec {x}}+\alpha (-{\vec {x}})=\alpha ({\vec {x}}+(-{\vec {x}}))=\alpha {\vec {0}}={\vec {0}}} a {\displaystyle \alpha (-{\vec {x}})} je tedy též řešením. Z již výše dokázané jednoznačnosti řešení rovnice tedy plyne {\displaystyle -(\alpha {\vec {x}})=(-\alpha ){\vec {x}}=\alpha (-{\vec {x}})}.
- Opačný vektor k danému vektoru lze získat tak, že ho vynásobíme prvkem z tělesa, který je opačný k jednotkovému prvku. Neboli

{\displaystyle (\forall {\vec {x}}\in V)((-{\vec {x}})=-1\cdot {\vec {x}})}
Důkaz: Plyne z předchozího tvrzení položením {\displaystyle \alpha =1}.

### Množinové operace
Pro operace sčítání a násobení nad podmnožinami vektorového prostoru, resp. tělesa, lze snadno odvodit následující vlastnosti, kde {\displaystyle S_{1},S_{2}\subset T}. Tam, kde je místo rovnosti vyznačená jen inkluze, obecně rovnost neplatí: 
- Operace sčítání množin je komutativní a asociativní.
- {\displaystyle A+{\vec {0}}=A}
- {\displaystyle \{1\}\cdot A=A}
- {\displaystyle S_{1}\cdot (S_{2}\cdot A)=(S_{1}\cdot S_{2})\cdot A}
- {\displaystyle S\cdot (A+B)\subset S\cdot A+S\cdot B}
- {\displaystyle (S_{1}+S_{2})\cdot A\subset S_{1}\cdot A+S_{2}\cdot A}
- Platí zřejmě {\displaystyle {\vec {0}}\in A-A}, ale obecně rozhodně neplatí, že by rozdíl {\displaystyle A-A} byla množina obsahující jen nulový vektor; pokud je {\displaystyle A} vektorový podprostor prostoru {\displaystyle V}, tak dokonce platí rovnost {\displaystyle A-A=A}.
- Buď {\displaystyle V} vektorový prostor nad tělesem {\displaystyle T} a {\displaystyle A_{1},B_{1}}, {\displaystyle A,B} jeho neprázdné podmnožiny splňující vztah {\displaystyle A_{1}\subset A} a {\displaystyle B_{1}\subset B}. Buďte dále {\displaystyle S_{1},S} neprázdné podmnožiny tělesa {\displaystyle T} splňující {\displaystyle S_{1}\subset S}. Pak platí

{\displaystyle S_{1}\cdot A_{1}\subset S\cdot A\quad \mathrm {a} \quad A_{1}+B_{1}\subset A+B.}

## Příklady vektorových prostorů
Uveďme si nyní příklady nejčastěji používaných vektorových prostorů. V numerické matematice nejčastěji používanými vektorovými prostory jsou ty konečnědimenzionální, které jsou navíc definované nad číselnými tělesy. Velkou výhodou prostorů konečné dimenze je to, že v nich lze snadno zavést bázi. Každý vektor tak lze popsat pomocí jeho souřadnic v této bázi. Souřadnice přitom tvoří n-tice čísel. Při studiu libovolného konečněrozměrného prostoru se tak stačí omezit na studium prostoru n-tic čísel, jehož vlastnosti si přiblížíme v následujícím oddíle. Z tohoto pohledu jsou co do struktury mnohem bohatší prostory s nekonečnou dimenzí, jako např. prostor spojitých funkcí či prostor posloupností, jejichž příklady zde také uvádíme. Další příklady vektorových prostorů lze nalézt i v oddíle Vektorové prostory s dodatečnou strukturou níže.

### Aritmetické vektory
Mějme těleso {\displaystyle T} a jisté přirozené číslo {\displaystyle n}. Uvažujme dále kartézský součin {\displaystyle T\times \ldots \times T=T^{n}}, tj. prostor uspořádaných n-tic prvků z tělesa {\displaystyle T}. Na tomto prostoru si definujme operaci sčítání a operaci násobení prvkem z tělesa následovně:
Nechť {\displaystyle {\vec {x}}=(x_{1},x_{2},\ldots ,x_{n})} a {\displaystyle {\vec {y}}=(y_{1},y_{2},\ldots ,y_{n})} jsou dvě uspořádané {\displaystyle n}-tice, jejich součet {\displaystyle {\vec {x}}+{\vec {y}}} je pak definován jako
{\displaystyle {\vec {x}}+{\vec {y}}=(x_{1}+y_{1},x_{2}+y_{2},\ldots ,x_{n}+y_{n}),}
tedy jako jiná uspořádaná {\displaystyle n}-tice, jejíž složky jsou rovny součtům složek dvou předešlých uspořádaných {\displaystyle n}-tic. Nechť dále je {\displaystyle \alpha } prvek tělesa, násobek {\displaystyle \alpha {\vec {x}}} pak definujeme jako
{\displaystyle \alpha {\vec {x}}=(\alpha x_{1},\alpha x_{2},\ldots ,\alpha x_{n}).}
Výsledkem je tedy opět uspořádaná {\displaystyle n}-tice.
Množina všech uspořádaných {\displaystyle n}-tic s tělesem {\displaystyle T} a s výše definovanými operacemi sčítání a násobení je vektorový prostor (což lze snadno dokázat z definice vektorového prostoru výše). Nazýváme ho aritmetickým vektorovým prostorem dimenze {\displaystyle n} nad tělesem {\displaystyle T} (nebo {\displaystyle n}-rozměrným aritmetickým vektorovým prostorem nad tělesem {\displaystyle T}). Jeho prvky pak nazýváme aritmetické vektory. Protože je tento typ vektorů používán velmi často, tak se obvykle přívlastek aritmetický vynechává a hovoří se pouze o vektorech. Občas se lze setkat i s frází: vektorový prostor {\displaystyle T^{n}} s přirozeně definovanými aritmetickými operacemi či vektorový prostor {\displaystyle T^{n}} s přirozeně definovanými operacemi sčítání a násobení. V takovém případě se myslí právě výše zavedený prostor, kde se dva vektory sčítají a násobí číslem po složkách. Můžeme totiž definovat i jiné operace sčítání a násobení číslem, při kterých by prostor uspořádaných {\displaystyle n}-tic též tvořil vektorový prostor. Pak bychom mu už ale neříkali aritmetický vektorový prostor.
Prakticky vždy se za těleso bere množina reálných či komplexních čísel, dostáváme tedy prostory {\displaystyle \mathbb {R} ^{n}} či {\displaystyle \mathbb {C} ^{n}}. Prvky těchto prostorů se obvykle značí jako sloupce
{\displaystyle {\vec {x}}={\begin{pmatrix}x_{1}\\x_{2}\\\vdots \\x_{n}\end{pmatrix}},}
kde {\displaystyle n} udává počet složek. Takto zapisovaným {\displaystyle n}-ticím říkáme sloupcové vektory. Lze se ale setkat i s vektory psanými do řádku
{\displaystyle {\vec {x}}=(x_{1},x_{2},\ldots ,x_{n}),}
které nazýváme řádkové vektory. Pro práci se sloupcovými vektory viz Příklad 1 v článku Lineární kombinace, Příklad 1 v článku Lineární nezávislost či Příklad 1 a Příklad 2 v článku Lineární obal. Pokud pracujeme pouze se samotnými aritmetickými vektory, tak je jedno, zda používáme řádkový či sloupcový zápis. Rozdíl ale začne být patrný, budeme-li chtít těmito vektory násobit matici. Více viz články Sloupcový vektor a Řádkový vektor. Prostor uspořádaných n-tic má dimenzi rovnou n. Jednotlivé složky obecného n-složkového aritmetického vektoru jsou totiž navzájem nezávislé a k určení každého vektoru v daném vektorovém prostoru je tedy třeba právě n čísel.
Jak bylo ukázáno v Motivaci, prostor šipek v rovině odpovídá prostoru dvousložkových aritmetických vektorů. Přesněji řečeno, námi rozebíraný případ je případ aritmetického vektorového prostoru {\displaystyle \mathbb {R} ^{2}} definovaného nad tělesem reálných čísel {\displaystyle \mathbb {R} } a s přirozeně zavedenými aritmetickými operacemi. Prostor šipek ve trojrozměrném prostoru by odpovídal množině {\displaystyle \mathbb {R} ^{3}}. Analogicky pak prostor šipek v {\displaystyle k}-rozměrném prostoru odpovídá množině {\displaystyle \mathbb {R} ^{k}} nad tělesem {\displaystyle \mathbb {R} } s přirozeně definovanými operacemi sčítání a násobení.

### Matice
V předchozím oddílu jsme zkoumali prostor uspořádaných n-tic čísel, tedy prvků množiny {\displaystyle T^{n}}. Podívejme se nyní na lehce obecnější množinu {\displaystyle T^{n,m}\equiv T^{n\times m}}, která vznikne jako kartézský součin n krát m množin, z nichž každá je rovna tělesu {\displaystyle T}. Jedná se tedy prakticky o množinu uspořádaných {\displaystyle k}-tic, kde {\displaystyle k=n\cdot m}. Oproti aritmetickým vektorům ale uděláme jednu věc navíc. Jednotlivé složky prvku z {\displaystyle T^{n,m}} totiž seřadíme do obdélníku o rozměrech n krát m, jak je uvedeno níže
{\displaystyle \mathbb {A} \in T^{n,m}\quad \Leftrightarrow \quad \mathbb {A} ={\begin{pmatrix}a_{11}&a_{12}&\ldots &a_{1m}\\a_{21}&a_{22}&\ldots &a_{2m}\\\vdots &\vdots &\ddots &\vdots \\a_{n1}&a_{n2}&\ldots &a_{nm}\end{pmatrix}}.}
Takovýmto objektům se říká matice. Je obvyklé označovat matice velkými tučnými či konturovými písmeny, jak je vyznačeno výše. Mohli jsme ale stejně tak místo {\displaystyle \mathbb {A} } psát {\displaystyle {\vec {x}}}, jedná se pouze o značení. Máme tedy množinu {\displaystyle T^{n,m}}, těleso {\displaystyle T}. Zbývá nám tedy definovat operaci sčítání a operaci násobení. Obě definujeme stejně jako v případě aritmetických vektorů, tzn.
{\displaystyle \mathbb {A} +\mathbb {B} ={\begin{pmatrix}a_{11}&a_{12}&\ldots &a_{1m}\\a_{21}&a_{22}&\ldots &a_{2m}\\\vdots &\vdots &\ddots &\vdots \\a_{n1}&a_{n2}&\ldots &a_{nm}\end{pmatrix}}+{\begin{pmatrix}b_{11}&b_{12}&\ldots &b_{1m}\\b_{21}&b_{22}&\ldots &b_{2m}\\\vdots &\vdots &\ddots &\vdots \\b_{n1}&b_{n2}&\ldots &b_{nm}\end{pmatrix}}={\begin{pmatrix}a_{11}+b_{11}&a_{12}+b_{12}&\ldots &a_{1m}+b_{1m}\\a_{21}+b_{21}&a_{22}+b_{22}&\ldots &a_{2m}+b_{2m}\\\vdots &\vdots &\ddots &\vdots \\a_{n1}+b_{n1}&a_{n2}+b_{n2}&\ldots &a_{nm}+b_{nm}\end{pmatrix}},\qquad \alpha \mathbb {A} ={\begin{pmatrix}\alpha a_{11}&\alpha a_{12}&\ldots &\alpha a_{1m}\\\alpha a_{21}&\alpha a_{22}&\ldots &\alpha a_{2m}\\\vdots &\vdots &\ddots &\vdots \\\alpha a_{n1}&\alpha a_{n2}&\ldots &\alpha a_{nm}\end{pmatrix}}.}
Tento způsob sčítání, resp. násobení, se označuje jako sčítání, resp. násobení po složkách. Jedná se o klasický způsob zavedení těchto operací, kterým tak občas říkáme "přirozeně definované aritmetické operace". S takto definovanými operacemi lze snadno ukázat, že množina {\displaystyle T^{n,m}} s tělesem {\displaystyle T} tvoří vektorový prostor. Opět se nejčastěji za {\displaystyle T} bere množina reálných či komplexních čísel.
To, že jsme jednotlivé složky vektoru alias matice uspořádali do obdélníku ještě nic neznamená, stále s nimi totiž pracujeme jako s aritmetickými vektory. Rozdíl nastává teprve v tom, že pro matice můžeme definovat i jejich vzájemné násobení. Můžeme tedy násobit spolu dva vektory (matice), v obecném případě můžeme pouze vektor násobit prvkem z tělesa (číslem). Možnost násobit mezi sebou matice je ale mimo rámec definice vektorového prostoru a není pro jeho zavedení nutná. Čtenáře proto pro podrobnosti odkážeme na článek Matice. Analogicky jako v případě aritmetických vektorů by se ukázalo, že dimenze prostoru {\displaystyle T^{n,m}} je {\displaystyle n\cdot m}.

### Lineární operátory
Dosud jsme se zabývali vektorovými prostory {\displaystyle (V,T,\oplus ,\odot )}. Uvažujme nyní zobrazení množiny {\displaystyle V} na sebe. Jinými slovy, uvažujme zobrazení {\displaystyle L:V\to V}, které vezme vektor z {\displaystyle V} a vrátí obecně nějaký jiný vektor z {\displaystyle V}. Na vlastnosti tohoto zobrazení {\displaystyle L} naklademe dvě podmínky:
1. {\displaystyle (\forall {\vec {x}}\in V)(\forall {\vec {y}}\in V)(L({\vec {x}}+{\vec {y}})=L({\vec {x}})+L({\vec {y}})),}
2. {\displaystyle (\forall {\vec {x}}\in V)(\forall \alpha \in T)(L(\alpha {\vec {x}})=\alpha L({\vec {x}})).}

První podmínku lze vyjádřit slovy "obraz součtu je součet obrazů" a matematicky se nazývá aditivita. Druhou podmínku pak můžeme popsat jako "obraz násobku je násobek obrazu" a matematicky se jí říká homogenita. Zobrazení splňujícímu výše uvedené podmínky se říká lineární operátor. Nechť je nyní vektorový prostor {\displaystyle V} konečné dimenze, můžeme pro konkrétnost brát aritmetický vektorový prostor dimenze {\displaystyle n}. Pak lineární operátor {\displaystyle L} působící na tomto prostoru bere aritmetické vektory a vrací jiné aritmetické vektory, přičemž splňuje vlastnost
{\displaystyle L(\alpha {\vec {x}}+{\vec {y}})=L(\alpha {\vec {x}})+L({\vec {y}})=\alpha L({\vec {x}})+L({\vec {y}}).}
Uvažujme nějaké dva lineární operátory {\displaystyle A,B} působící na {\displaystyle V}. Podobně jako v případě běžných funkcí bychom i nyní chtěli tyto dva lineární operátory umět sečíst. Chtěli bychom si tedy zavést, co to přesně znamená, když operátor {\displaystyle A} sečteme s operátorem {\displaystyle B}. Jak by mnohého napadlo, definujeme si součet dvou lineárních operátorů následovně
{\displaystyle (A+B)({\vec {x}})=A({\vec {x}})+B({\vec {x}}),}
kde {\displaystyle {\vec {x}}\in V} je libovolný vektor z prostoru {\displaystyle V}. Na levé straně poslední rovnosti vystupuje jediný lineární operátor, který jsme si označili jako {\displaystyle A+B} a nazýváme ho součet lineárních operátorů {\displaystyle A} a {\displaystyle B}. Výrazem výše jsme tak definovali hodnotu tohoto lineárního operátoru pomocí hodnot operátorů {\displaystyle A} a {\displaystyle B}. Podobně si definujme i násobek lineárního operátoru prvkem z tělesa jako
{\displaystyle (\alpha A)({\vec {x}})=\alpha A({\vec {x}}),}
kde opět {\displaystyle {\vec {x}}\in V} je libovolný vektor z prostoru {\displaystyle V} a na levé straně rovnosti vystupuje operátor, který jsme si označili jako {\displaystyle \alpha A}. Jeho hodnotu pro každý vektor {\displaystyle {\vec {x}}} jsme pak definovali výrazem na pravé straně rovnosti. Znovu zdůrazněme, že nyní nesčítáme vektory a nenásobíme vektory z {\displaystyle V}, ale samotné lineární operátory. Označme množinu všech lineárních operátorů působících na prostoru {\displaystyle V} jako {\displaystyle {\mathcal {L}}(V)}. O této množině lze ukázat, že spolu s tělesem {\displaystyle T} a právě zavedenými operacemi sčítání a násobení tvoří vektorový prostor. Máme tedy vektorový prostor lineárních operátorů {\displaystyle {\mathcal {L}}(V)}, z nichž každý působí na dalším vektorovém prostoru, prostoru {\displaystyle V}(!) Lineární operátory jsou navíc jen speciálním případem obecnějšího druhu zobrazení, které nazýváme lineární zobrazení. Ta mají stejné vlastnosti jako lineární operátory až na to, že místo toho, aby vraceli své hodnoty do vektorového prostoru {\displaystyle V}, tak je vrací do ještě dalšího vektorového prostoru, označme si ho {\displaystyle W}. Lineární zobrazení je tedy zobrazení z vektorového prostoru {\displaystyle V} do vektorového prostoru {\displaystyle W}, které splňuje podmínku aditivity a homogenity (viz výše). I tato zobrazení můžeme sčítat a násobit prvkem z tělesa. Podobně jako pro lineární operátory by se i u těchto zobrazení dalo ukázat, že tvoří vektorový prostor. Jedná se o vektorový prostor zobrazení, která berou vektory z jednoho vektorového prostoru {\displaystyle V} a vrací hodnoty do jiného vektorového prostoru {\displaystyle W}.
Dimenze prostoru všech lineárních operátorů {\displaystyle {\mathcal {L}}(V)} závisí na dimenzi vektorového prostoru {\displaystyle V}, na kterém tyto operátory působí. Pokud je dimenze {\displaystyle V} nekonečná, pak je nekonečná i dimenze prostoru {\displaystyle {\mathcal {L}}(V)}. Pokud je dimenze prostoru {\displaystyle V} konečná a rovná jistému přirozenému číslu {\displaystyle n}, pak je dimenze prostoru {\displaystyle {\mathcal {L}}(V)} taky konečná a je rovna {\displaystyle n^{2}}. Máme-li totiž vektor {\displaystyle {\vec {x}}} z vektorového prostoru {\displaystyle V} dimenze {\displaystyle n}, tak jsme tento vektor schopni vyjádřit jako lineární kombinaci vektorů báze. Označme si tyto vektory báze jako {\displaystyle ({\vec {e}}_{1},{\vec {e}}_{2},\ldots ,{\vec {e}}_{n})}, pak
{\displaystyle {\vec {x}}=\sum _{i=1}^{n}\alpha _{i}{\vec {e}}_{i},}
kde {\displaystyle \alpha _{i}} jsou souřadnice vektoru {\displaystyle {\vec {x}}} ve zvolené bázi. Když zapůsobíme na {\displaystyle {\vec {x}}} lineárním operátorem {\displaystyle L}, tak z definice vlastností tohoto operátoru plyne
{\displaystyle L({\vec {x}})=L{\big (}\sum _{i=1}^{n}\alpha _{i}{\vec {e}}_{i}{\big )}=\sum _{i=1}^{n}\alpha _{i}L({\vec {e}}_{i})=\sum _{i=1}^{n}\alpha _{i}{\vec {l}}_{i},}
kde jsme označili {\displaystyle {\vec {l}}_{i}=L(e_{i})}. Vektory {\displaystyle {\vec {l}}_{i}} ale zase leží ve {\displaystyle V}, můžeme je tedy vyjádřit v bázi {\displaystyle ({\vec {e}}_{1},{\vec {e}}_{2},\ldots ,{\vec {e}}_{n})}
{\displaystyle {\vec {l}}_{i}=\sum _{j=1}^{n}\beta _{ij}{\vec {e}}_{j}}
pro každé {\displaystyle i\in \{1,\ldots ,n\}}. Celkově tak můžeme psát
{\displaystyle L({\vec {x}})=\sum _{i=1}^{n}\sum _{j=1}^{n}\alpha _{i}\beta _{ij}{\vec {e}}_{j}.}
Koeficienty {\displaystyle \beta _{ij}} popisují působení lineárního operátoru {\displaystyle L} na vektory z {\displaystyle V}. Těchto koeficientů je zjevně dohromady {\displaystyle n^{2}}. Máme tedy {\displaystyle n^{2}} čísel, pomocí nichž můžeme popsat libovolný operátor působící na {\displaystyle V} a dimenze prostoru {\displaystyle {\mathcal {L}}(V)} je tedy rovna tomuto číslu.

### Posloupnosti
Jistým zobecněním aritmetických vektorů na nekonečnou dimenzi jsou posloupnosti prvků z tělesa. Místo uspořádaných n-tic nyní bereme posloupnosti, které mají složek nekonečně mnoho. Operace sčítání a násobení prvkem z tělesa můžeme zavést podobně jako pro aritmetické vektory. Podobně bychom i ověřili, že množina všech posloupností prvků daného tělesa tvoří vektorový prostor. Nulovým vektorem by byla posloupnost nul, opačný vektorem k dané posloupnosti by byla posloupnost opačných prvků atd. Více nás ale zajímají posloupnosti, které konvergují. Aby tyto posloupnosti vůbec tvořily vektorový prostor, tak ale nejprve musíme zjistit, zda součet konvergentních posloupností je opět konvergentní posloupnost a podobně pro násobek. Omezíme-li se nyní na těleso reálných čísel a využijeme vlastností limity
{\displaystyle \lim _{k\to \infty }(a_{k}+b_{k})=\lim _{k\to \infty }(a_{k})+\lim _{k\to \infty }(b_{k}),\quad \lim _{k\to \infty }(\alpha a_{k})=\alpha \lim _{k\to \infty }(a_{k}).}
vidíme, že součet dvou konvergentních posloupností {\displaystyle (a_{k}),(b_{k})} je konvergentní posloupnost a totéž platí i pro {\displaystyle \alpha \in \mathbb {R} } násobek konvergentní posloupnosti. Množina reálných konvergentních posloupností je tedy uzavřená na součet svých prvků a na násobení svých prvků číslem. Tato množina tvoří podprostor vektorového prostoru všech posloupností reálných čísel. Viz též Příklad 3 v článku Vektorový podprostor. Ač jsou kvůli konvergenci na prvky posloupnosti nakladena jistá omezení, má prostor konvergentních posloupností nekonečnou dimenzi. Jedná se tedy o nekonečnědimezionální podprostor prostoru všech posloupností.

### Polynomy
V Motivaci jsme použili prostor všech polynomů (všech číselných polynomů jedné reálné proměnné), abychom se abstrakcí jeho vlastností dobrali pojmu vektorový prostor. Není těžké ověřit, že tato množina skutečně splňuje všechny axiomy vektorového prostoru, kde součet a násobek polynomů je definován stejně jako pro všechny ostatní spojité funkce, viz předchozí příklad. Dále, v oddíle Dimenze výše bylo naznačeno, že vektorový prostor všech polynomů je nekonečněrozměrný, značíme ho {\displaystyle {\mathcal {P}}}. Můžeme v něm ale najít jistou podmnožinu, která bude tvořit konečněrozměrný vektorový podprostor. Máme na mysli konkrétně množinu všech polynomů, jejichž stupeň je menší nebo roven jistému zadanému přirozenému číslu n. Je snadné si rozmyslet, že součtem polynomů, jejichž stupeň je menší než n opět dostanu polynom se stupněm nepřevyšujícím n. Podobně pro násobek polynomu číslem. Označme si množinu těchto polynomů jako {\displaystyle {\mathcal {P}}_{n+1}}. Do této množiny zahrnujeme i nulový polynom, jehož stupeň se obvykle nedefinuje. Protože je polynom stupně n popsán n+1 koeficienty (jeden koeficient u každé mocniny nezávisle proměnné plus absolutní člen, u něhož žádná mocnina není), je dimenze prostoru {\displaystyle {\mathcal {P}}_{n+1}} rovna n+1.

### Spojité funkce
Uvažujme nyní množinu všech spojitých reálných funkcí jedné reálné proměnné. K ní si vezměme těleso reálných čísel a definujme si operace sčítání dvou funkcí a násobení funkce číslem bodově: pro libovolné dvě funkce {\displaystyle f,g} a číslo {\displaystyle \alpha \in \mathbb {R} } mějme
{\displaystyle (f+g)(x)=f(x)+g(x),\quad (\alpha f)(x)=\alpha f(x),}
kde {\displaystyle x} probíhá reálnou osu. V matematické analýze se dokazuje, že součet dvou spojitých funkcí je opět spojitá funkce. Podobně násobek spojité funkce je spojitá funkce. Množina všech spojitých reálných funkcí reálné proměnné je tedy uzavřená na sčítání funkcí a násobení funkcí číslem, což je nutný předpoklad k tomu, aby mohla být vektorovým prostorem. Ověřením axiomů vektorového prostoru se dá skutečně dokázat, že tato množina tvoří vektorový prostor. Tento prostor přitom představuje podprostor v prostoru všech reálných funkcí reálné proměnné, viz Příklad 2 v článku Vektorový podprostor. Lze též dokázat, že vektorový prostor uvažovaných spojitých funkcí je nekonečné dimenze.

## Vektorové prostory s dodatečnou strukturou
Velmi často se používají, mj. ve funkcionální analýze, lineární prostory s dodatečnou strukturou, např. 
- Banachovy prostory, což jsou úplné normované prostory. Normu lze neformálně definovat jako metriku (tj. definici vzdálenosti), která se „chová v souladu“ se strukturou vektorového prostoru (např. {\displaystyle dist({\vec {a}},{\vec {b}})=dist({\vec {a}}+{\vec {c}},{\vec {b}}+{\vec {c}})}).
- Prostor s normou, která splňuje dodatečné podmínky (má podstatné vlastnosti skalárního součinu), se nazývá unitární prostor; je-li navíc úplný, pak také Hausdorffův prostor, např. prostor Lebesgueovsky měřitelných komplexních funkcí.
- Afinní prostor - doplnění vektorového prostoru o množinu bodů a operaci sčítání bodu s vektorem tak, že pro každé dva body existuje právě jeden vektor, kterým jsou zmíněné body zaměřeny. Euklidovský prostor je afinní prostor, jehož zaměřením je unitární prostor.

### Normované vektorové prostory
Uvažujme v dalším vektorový prostor {\displaystyle V} nad číselným tělesem {\displaystyle T}. Jak bylo zmíněno v úvodu nadřazené sekce, je z různých důvodů velmi užitečné zavést ve vektorovém prostoru pojem délky. Matematicky je tento realizován pomocí pomocného zobrazení zvaného norma, které zobrazuje vektorový prostor do množiny nezáporných (reálných) čísel. Každému vektoru je tedy jednoznačně přiřazeno nezáporné číslo – jeho "délka". Je přitom přirozené požadovat, aby měl nulový vektor nulovou délku a žádný jiný vektor nulovou délku neměl. Neboli, nulovou délku má právě jen nulový vektor. Dále požadujeme, že prodloužíme-li daný vektor {\displaystyle \alpha }-krát, tak i jeho délka vzroste {\displaystyle \alpha }-krát (pro {\displaystyle \alpha } kladné, jinak bychom brali absolutní hodnotu {\displaystyle |\alpha |}). Nakonec, protože je norma zobecněním pojmu absolutní hodnoty na reálných číslech, tak od ní požadujeme splnění trojúhelníkové nerovnosti. Že se jedná též o přirozený požadavek je názorně vidět z příkladu šipek v rovině, viz Motivace a obrázek Obr. 3., kde součet délek šipek {\displaystyle {\vec {x}}_{1}} a {\displaystyle {\vec {x}}_{2}} musí být alespoň tak velký jako délka šipky {\displaystyle {\vec {x}}_{1}+{\vec {x}}_{2}={\vec {x}}_{3}}. Jinak bychom nemohli sestrojit trojúhelník o stranách {\displaystyle {\vec {x}}_{1}}, {\displaystyle {\vec {x}}_{2}} a {\displaystyle {\vec {x}}_{3}}. Přeformulujeme-li právě uvedené požadavky do matematické podoby, dostáváme matematickou definici normy:
Norma, značíme {\displaystyle \|\cdot \|}, je zobrazení vektorového prostoru {\displaystyle V} (nad tělesem {\displaystyle T}) do nezáporných čísel, {\displaystyle \|\cdot \|:V\to \mathbb {R} _{0}^{+}}, splňující následující tři požadavky:
1. {\displaystyle (\forall {\vec {x}}\in V)(\|{\vec {x}}\|=0\Leftrightarrow {\vec {x}}={\vec {0}}),}
2. {\displaystyle (\forall \alpha \in T)(\|\alpha {\vec {x}}\|=|\alpha |\|{\vec {x}}\|),}
3. {\displaystyle (\forall {\vec {x}}\in V)(\forall {\vec {y}}\in V)(\|{\vec {x}}+{\vec {y}}\|\leq \|{\vec {x}}\|+\|{\vec {y}}\|).}

Zavedením normy na vektorovém prostoru se tento stává metrickým prostorem. Norma totiž vyhovuje definičním podmínkám metriky. Níže si uvedeme pár příkladů normovaných vektorových prostorů. Další příklady normovaných prostorů lze přitom nalézt v sekci Prostory se skalárním součinem, neboť skalární součin indukuje normu a každý prostor se skalárním součinem je tak automaticky i normovaným vektorovým prostorem.

### Unitární prostory (prostory se skalárním součinem)
Unitární prostor (či volněji „prostor se skalárním součinem“) je takový vektorový prostor, na němž je navíc definována funkce přiřazující dvěma vektorům skalár a splňující několik axiomů, díky kterým připomíná skalární součin z běžných prostorů konečné dimenze. Každý unitární prostor je zároveň normovaným prostorem, tj. k vektoru lze definovat jeho délku.
Unitární prostory (zejména různé Hilbertovy prostory, tj. úplné unitární prostory) pak připomínají běžný prostor mnohem více, než jiné vektorové prostory. Např. v nich platí Cauchyho–Schwarzova nerovnost a trojúhelníková nerovnost, a proto na ně lze z běžných prostorů přenést např. definici úhlu dvou vektorů, a to vzorcem 
{\displaystyle \theta =\arccos \left({\frac {|{\vec {x}}\cdot {\vec {y}}|}{\|{\vec {x}}\|\|{\vec {y}}\|}}\right)}.
Dva nenulové vektory, jejichž skalární součin je nulový (tj. svírají „pravý úhel“) pak prohlásíme za kolmé neboli ortogonální, což umožňuje na unitární (a zejména Hilbertovy) prostory zobecnit různé postupy, jako je např. metoda největších čtverců.

### Topologický vektorový prostor
Dosud jsme si uváděli příklady vektorových prostorů, k nimž byla dodatečná struktura dodána pomocí jistých zobrazení, která vektorům přiřazovala čísla. Na vektorový prostor však můžeme nahlížet i z topologického hlediska. Můžeme ho totiž současně chápat jako topologický prostor s jistou topologií. Zajímavý je pak příklad, kdy je topologie vektorového prostoru spojena s jeho lineární strukturou. Tímto spojením máme na mysli situaci, při níž jsou operace sčítání vektorů a násobení vektoru prvkem z tělesa v dané topologii spojitými zobrazeními. Dospíváme tak k objektu nazvanému topologický vektorový prostor, jehož matematickou definici uvádíme v následujícím.
Vektorový prostor {\displaystyle V} nad tělesem {\displaystyle T} vybavený topologií {\displaystyle \tau } tvoří topologický vektorový prostor, právě když jsou splněny tři podmínky:
1. Sčítání vektorů {\displaystyle \oplus }, chápané jako zobrazení topologických prostorů {\displaystyle \oplus :(V\times V,\tau ')\to (V,\tau )}, je spojité zobrazení.
2. Násobení prvkem z tělesa {\displaystyle \odot }, chápané jako zobrazení topologických prostorů {\displaystyle \odot :(T\times V,\tau '')\to (V,\tau )}, je spojité zobrazení.
3. Prostor {\displaystyle (V,\tau )} je Hausdorffův.

Předpokládáme přitom, že na tělese {\displaystyle T} je též zavedena jistá topologie. Topologie {\displaystyle \tau '} v první podmínce představuje součinovou topologii na kartézském součinu {\displaystyle V\times V}, topologie {\displaystyle \tau ''} ve druhé podmínce pak součinovou topologii na kartézském součinu {\displaystyle T\times V}. Poslední požadavek pak nakládá omezení na vzhled topologie {\displaystyle \tau } vektorového prostoru {\displaystyle V}. Sice, že pro každé dva vektory existují jejich okolí, která jsou navzájem disjunktní. Ne každý vektorový prostor, na němž je definována topologie, tedy musí být nutně topologickým vektorovým prostorem.